# Cardiacera dispar
Cardiacera dispar är en tvåvingeart som beskrevs av Macquart 1847. Cardiacera dispar ingår i släktet Cardiacera och familjen Pyrgotidae. Inga underarter finns listade i Catalogue of Life.